# Цепко, Иван Григорьевич
Иван Григорьевич Цепко (укр. Іван Григорович Цепко; 11 сентября 1899 — 28 октября 1922) — украинский революционер, участник польско-украинской войны. С 1920 году член коммунистической партии, один из создателей и лидеров большевистской группы «Красная двадцатка»

## Биография
Иван Цепко родился 11 сентября 1899 года в селе Коршилов (ныне Тернопольского района Тернопольской области Украины) в семье крестьян.
В сентябре 1918 года Иван Цепко начал службу в сухопутных войсках Австро-Венгрии, но уже в декабре того же года перешёл в Украинскую галицкую армию в январе 1920 года, вместе с этим вооруженным формированием вошел в состав Красной армии.

.